# Valv
För artikeln om Valvet i Göteborg, se Valvet, Göteborg. Se även kassavalv.

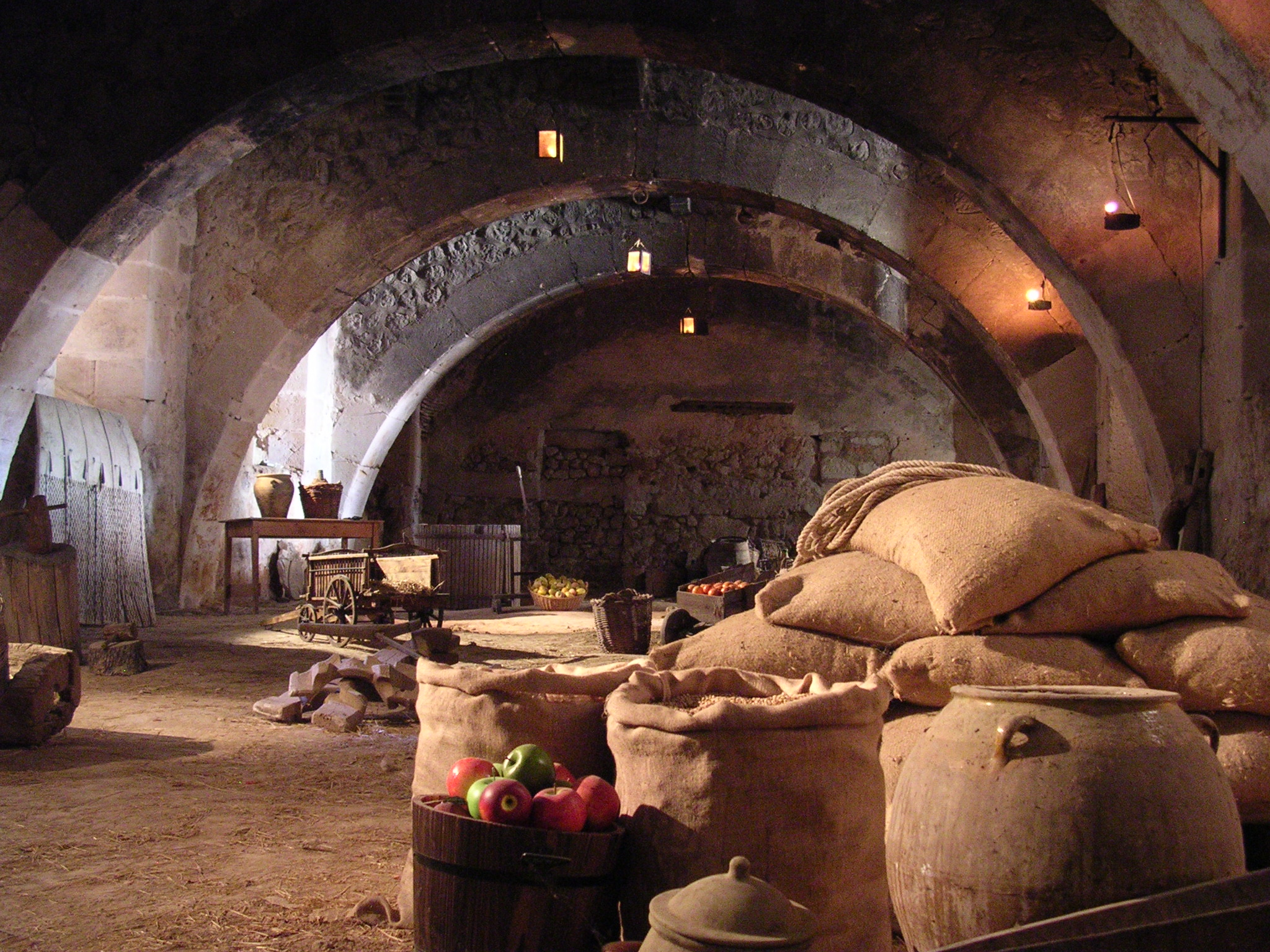
Valvbågar

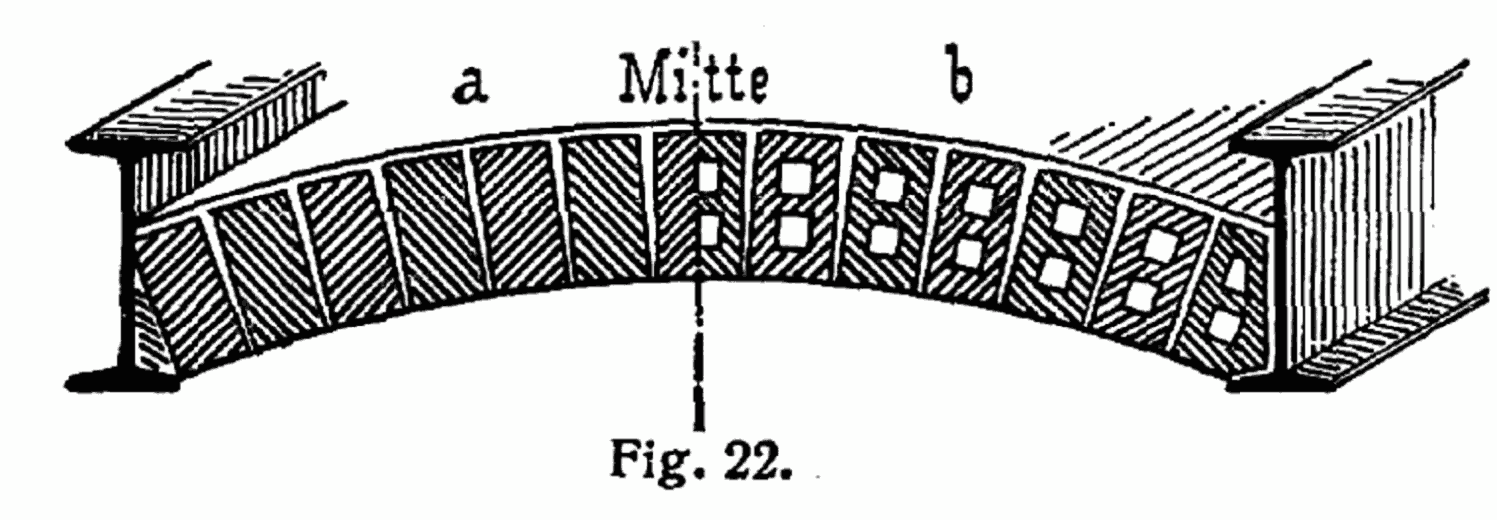
Bremervalv

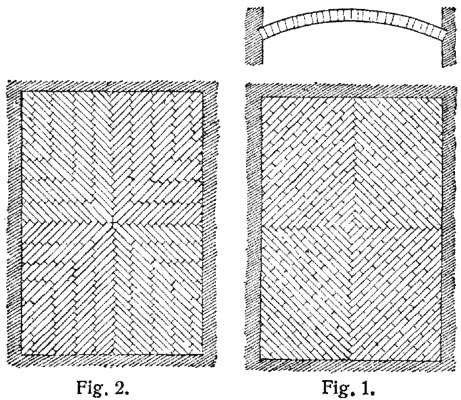
Schwalbenschwanzverband

Ett valv är ett konstruktivt element i arkitekturen som består av kilformade stenar som hålls på plats genom att de pressas mot varandra. Eftersom belastningen från stenarna pressas vinkelrät mot belastningens riktning orsakar ett valv kraftiga horisontella tryck på vederlagen, det vill säga de bärande byggnadselementen, vid anfangen, deras mötesyta.

## Historik
De mest ursprungliga valvformerna är den halvsfäriska kupolen och det halvcylindriska tunnvalvet, vilka utbildades i forntidens Mesopotamien och sedan vidareutvecklades i Rom, där valvslagningstekniken nådde sin höjdpunkt genom uppfinningen av cement, som användes i kombination med tegel i t. ex. Pantheon samt i broar och akvedukter.
Kryssvalvet utvecklades främst av romarna och består i princip av två varandra korsande tunnvalv. Det blev de mest använda valvtyperna i medeltidens västerländska arkitektur, där romarnas rundbågiga valvform präglade den romanska epoken och avlöstes av den gotiska uppfinningen, det spetsbågiga valvet. I detta förstärktes de korsande diagonallinjerna med valvribbor, och på så sätt uppstod det smäckra ribbvalvet, där ribborna bildar ett bärande skelett, medan de kupiga murpartierna däremellan, valvkapporna, bildar ett tunnare, utfyllande skal. Under sengotiken fick ribbvalvet många dekorativa varianter, t. ex. stjärnvalv, nätvalv och solfjädersvalv.

## Beskrivning och funktion
Valvet kan beskrivas med sin spännvidd, det vill säga avståndet mellan vederlagen, och valvets höjd (kallas valvhöjd, båghöjd eller pilhöjd) som är vertikala avståndet mellan anfangslinjen och hjässan.
Bågens form i valvet kan vara en halvcirkelbåge, en förtryckt båge (vars höjd är mindre än halva spännvidden) eller en överhöjd båge (vars höjd är större än halva spännvidden. Ligger valvbågens stöd på olika höjd kallas bågen för stigande.
Om murarna som begränsar rummet bär upp lasten från valvet kallas de vederlagsmurar, uppbär de ingen last från valvet kallas de sköldmurar.
Ett äkta romerskt valv bärs upp genom spänningen som bildas mellan stenarna till skillnad från det äldre oäkta grekiska valvet som i stort sett bara består av staplade stenar till en/ett öppning/valv. Enligt denna definition är inte moderna betongvalv valv, eftersom deras armering uppbär mycket av krafterna som annars hade överförts till vederlagen. Välvda betongkonstruktioner kallas ändå för valv.
- Bremervalv (eller bremerbjälklag) kallas en äldre typ av patenterat bjälklag bestående av håltegel mellan stålbalkar.
- Valvkappa kallas det kupiga fältet mellan bågar och valvribbor i ett valv. Antalet valvkappor beror på typen av valv.
- Kupol är en speciell form av valv. En båge är den tvådimensionella motsvarigheten till valvet.
- Gratbåge är den böjda linje som bildas där två valvkappor möts.

## De vanligaste valvtyperna
- cellvalv
- klostervalv
- kryssribbvalv
- kryssvalv
- kupolvalv
- nätvalv
- ribbvalv
- solfjädervalv (även kända som trattvalv)
- spegelvalv
- stickvalv
- stjärnvalv
- trågvalv
- tunnvalv
- tältvalv